# FEAR (jeu vidéo)
Pour les articles homonymes, voir Fear.
FEAR, sous-titré First Encounter Assault Recon, est un jeu vidéo de tir à la première personne et d'horreur psychologique développé par Monolith Productions et publié par Sierra Entertainment. Le jeu est sorti en 2005 sur Windows. Il a ensuite été adapté par Day 1 Studios sur Xbox 360 en 2006 et sur PlayStation 3 en 2007.
Le jeu a la particularité de se dérouler dans une atmosphère horrifique (« fear » signifie « peur » en anglais). L’histoire tourne autour d’un phénomène surnaturel qu’une unité de forces spéciales experte dans le paranormal, la First Encounter Assault Recon (FEAR), est chargée de contenir. Le joueur incarne un des membres de cette unité qui se retrouve confronté à une armée de clones, les replicas. Dans le même temps, il surprend la silhouette inquiétante d’Alma, petite fille vêtue d’une robe rouge…
Deux extensions ont été développées (sur Windows et Xbox 360) par la société Timegate Studios, à savoir FEAR Extraction Point, commercialisé en 2006 et FEAR Perseus Mandate, sorti en 2007. Une suite du jeu de base est développée par Monolith Productions en 2009, FEAR 2: Project Origin. Un DLC sort également la même année, FEAR 2: Reborn. En 2011, Day 1 Studios développe le troisième opus de la série, FEAR 3.

## Déroulé du scénario
Le jeu se déroule dans un futur proche, en l’année 2025, dans la ville fictive de Fairport aux États-Unis. Le joueur incarne un soldat d’élite répondant au pseudonyme de « Point Man » et appartenant au First Encounter Assault Recon (F.E.A.R.), une unité spéciale dirigée par un certain Rowdy Betters. Il fait équipe avec deux autres membres de l’unité : Jin Sun-Kwon et Spencer Jankowski.
L’histoire débute lorsque Paxton Fettel, un homme appartenant à un programme de recherche nommé Origin et développé par l’entreprise Armacham Technology Corporation (ATC), prend le contrôle par télépathie d’une armée de soldats clonés surentraînés et lourdement armés : les « Réplicas ». Le F.E.A.R. est donc rapidement sollicité pour régler au plus vite et discrètement le problème.
La mission de départ du F.E.A.R. est simple : retrouver et éliminer Paxton Fettel. En effet, si celui-ci est abattu, le lien télépathique entre lui et les soldats se rompt, rendant ces derniers inopérants. Grâce à un transmetteur implanté dans le crâne de Fettel par ATC, il est rapidement localisé par satellite dans un immeuble désaffecté. Point Man et ses deux coéquipiers sont donc immédiatement envoyés sur place pour l’intercepter et l’éliminer. Mais alors que le héros se rapproche de la position de Fettel, ce dernier lui tend une embuscade et l’assomme.
Après avoir repris connaissance, Fettel a disparu et Point Man est envoyé en renfort d’une équipe de la Delta Force dans un centre de fret. Mais alors qu'il s’absente momentanément, la totalité de l’équipe de la Delta Force est décimée. En arrivant sur le lieu où s’est déroulé la scène macabre, il est sujet à une hallucination dans laquelle il peut voir l’équipe de la Delta Force être anéantie par une fillette vêtue d’une simple robe rouge. Après avoir affronté quelques hordes de soldats « Réplicas », Point Man manque de mourir à son tour à la suite d'une attaque de la mystérieuse fillette.
Ayant survécu, il se rend au centre de traitement des eaux usées de la ville, dans lequel Fettel a été localisé; mais malgré ses efforts, il n’arrive pas à mettre la main sur Fettel, qui finit par se replier avec ses soldats vers le quartier général d’Armacham Technology Corporation (ATC).
Point Man se rend donc à son tour vers le quartier général d’ATC, dans l’espoir d’enfin arrêter Paxton Fettel. Cette phase de jeu permet de lever le voile sur un certain nombre de mystères grâce au piratage d’ordinateurs et l’écoute de plusieurs messages téléphoniques : la fillette en robe rouge que l’on rencontre à plusieurs reprises au cours du jeu se nomme Alma et est l'élément central du projet Origin. Alors qu’elle n’avait que 8 ans, Alma est sujette à des cauchemars et on découvre rapidement par la suite qu’elle dispose d’importants pouvoirs de télépathie. Harlan Wade, un haut salarié d'ATC, voit en Alma un grand potentiel et décide d’en faire profiter la science. Cependant, Alma est en grande souffrance à cause de ses pouvoirs télépathiques, elle est donc plongée dans un coma artificiel. Afin de poursuivre le projet Origin visant à étudier la télépathie, Harlan Wade et son équipe décident de faire mettre au monde par Alma un enfant (le premier prototype) contre son gré alors qu’elle a 15 ans, dans l’espoir que celui-ci dispose des mêmes pouvoirs télépathiques. Or, les scientifiques de l’équipe du projet se rendent compte que la télépathie n’est pas héréditaire, le premier prototype ayant des pouvoirs télépathiques très peu développés. Ce premier prototype est donc un échec. L’équipe décide alors de créer un second prototype, cette fois-ci directement conçu à partir d’Alma (une sorte de clone au masculin), qui n’est d’autre que Paxton Fettel. Le second prototype est cette fois-ci un succès, Paxton Fettel disposant des mêmes pouvoirs télépathiques qu’Alma. Un incident est survenu durant l’enfance de Fettel : celui-ci est parvenu à rentrer en liaison psychique avec Alma (le phénomène est appelé « synchronisme »), provoquant la mort de quelques personnes. Conscients du danger, le personnel d’ATC décide d’abandonner le projet Origin : l’alimentation permettant de maintenir Alma en vie est coupée et les laboratoires sont condamnés. Alma meurt alors quelques jours plus tard. Le projet Origin alors enterré et oublié, un nouveau programme est lancé : le projet Perseus. Celui-ci a pour finalité de créer une armée de soldats (les « Réplicas ») obéissant à un seul homme (Paxton Fettel) grâce à la télépathie. Au cours de l’année 2025, l’une des dirigeantes d’ATC, Geneviève Aristide, projette de rouvrir les laboratoires où se trouve Alma afin de tout nettoyer et relancer le projet Origin. Malgré les protestations de Harlan Wade et de nombreuses autres personnes, une équipe est envoyée vers les laboratoires et l’alimentation est réactivée, ce qui a pour effet de réveiller Alma psychiquement, qui entre alors de nouveau en liaison avec Paxton Fettel. Ce dernier prend alors le contrôle de l’armée de soldats « Réplicas » dans l’objectif de retrouver et rejoindre Alma.
Toujours durant la phase de jeu dans les locaux d’ATC, Point Man est confronté à deux nouvelles menaces : les agents de sécurité d’ATC, chargés d’éliminer d'éventuels témoins gênants afin d’éviter que la vérité ne soit découverte et Norton Mapes, un ingénieur qui tentera également de manipuler et d’éliminer le joueur à plusieurs reprises grâce à des tourelles de défense automatiques. On découvre un peu plus tard que ce dernier a été désigné par Genevière Aristide pour éliminer toutes les preuves en rapport avec le relancement du projet Origin et ainsi étouffer l’affaire.
Point Man fait ensuite la rencontre de Alice Wade, la fille de Harlan Wade qui travaille également pour ATC. On apprend grâce à elle que Harlan Wade se situe dans un bâtiment secret dont on ne connait que les coordonnées géographiques, lieu où se situe probablement Paxton Fettel. Malgré la proposition de Rowdy Betters de faire évacuer et mettre en sécurité Alice Wade, cette dernière refuse cette aide et parvient à quitter les locaux d’ATC par ses propres moyens pour rejoindre son père.
Point Man rejoint à son tour le lieu où se trouvent Harlan Wade, Alice Wade et Paxton Fettel. Il s’agit d’une grande usine désaffectée ayant été rachetée par ATC dans le passé. Celle-ci cache en réalité un important complexe souterrain, qui n’est d’autre que les fameux laboratoires où se trouve Alma. Après de multiples affrontements, Point Man parvient enfin à accéder aux laboratoires. On peut alors voir Harlan Wade abattre froidement Norton Mapes. Dans un dernier souffle, ce dernier informe Point Man que Harlan Wade a l’intention de libérer Alma et qu’il doit l’arrêter à tout prix pour éviter une catastrophe. Norton Mapes explique également au héros comment détruire l’alimentation du laboratoire afin de mettre fin définitivement au projet Origin. Après avoir fait le nécessaire, Point Man parvient finalement à pénétrer dans la chambre où se trouve Alma. Il est alors confronté à Paxton Fettel. On y apprend alors que Point Man est le premier prototype, il est donc le fils d’Alma, ce qui explique les multiples hallucinations se produisant tout au cours de la partie et du lien psychique existant entre lui, Fettel et Alma. Après ces ultimes révélations, Paxton Fettel se laisse abattre par le héros, les soldats « Réplicas » sont alors désactivés et hors d'état de nuire. On apprend également à ce moment précis qu'Alice Wade a été tuée par Fettel. Peu après, le piratage d'un ordinateur révèle également que Harlan Wade est le père d'Alma, d'où ses importants remords et sa volonté de la libérer. Point Man rejoint enfin Harlan Wade, mais il est malheureusement trop tard : il est parvenu à libérer Alma, qui tue immédiatement son père par vengeance. Alors qu’Alma est libérée, il parvient à détruire l’alimentation du laboratoire, ce qui provoque le début d’une violente réaction en chaine.
Point Man parvient, de peu, à s’échapper du laboratoire et à remonter à la surface. Il est alors englouti dans une gigantesque explosion qui rase une grande partie de la ville de Fairport. Par miracle, il est sain et sauf, et un hélicoptère vient à sa rescousse. Alors que le héros reprend connaissance dans l’hélicoptère aux côtés de Jin Sun-Kwon et de Douglas Holiday (leader de l’escouade Delta Force), l'appareil subit une grande perte de puissance et Alma est en train de se hisser dans la cabine. Elle a survécu à l'explosion et semble déterminée à récupérer son fils.

## Gameplay
Le gameplay de F.E.A.R. repose sur des mécaniques de jeu assez classiques dans l’ensemble. Il est néanmoins possible d’augmenter les capacités de santé et de réflexes du héros au cours de la partie grâce à des items trouvables dans chaque niveau. Les réflexes surhumains du héros sont utilisables sous la forme d’un ralenti que le joueur peut activer sur demande afin de faciliter les phases de gunfight.
Le joueur dispose d’une assez large panoplie d’armes et de grenades récupérables tout au long de la partie : certaines se rapprochent assez près de la réalité, tandis que d’autres adoptent un style plus futuriste, tel qu’un fusil à particules permettant de désintégrer les ennemis.
Les ennemis rencontrés sont également assez variés : une majorité sont des clones appelés « Replicas » : des soldats, des exosquelettes, des robots « REV6 » disposant d’une grande armure et d’une puissance de feu très importante ou encore des assassins dont le déplacement est très furtif, rapide, infligeant d’assez lourds dégâts à chaque attaque et plutôt difficiles à éliminer sans utiliser le ralenti. Le joueur est également amené à affronter des agents de sécurité de l’entreprise « Armacham Technology Corporation » ou à détruire des tourelles de défense automatiques.
Le moteur physique du jeu est assez évolué pour l’époque : l’environnement est en partie destructible tels que les fenêtres ou les appareils électroniques, les murs et les cloisons sont sensibles aux impacts de balle et aux explosions et les dégâts subis par les ennemis sont également très poussés (impacts de balle, démembrement, …).
A l’époque de sa sortie, le jeu est également grandement salué pour son intelligence artificielle très perfectionnée pour un simple FPS. : les ennemis sont capables de dialoguer entre eux afin de mettre en place des stratégies pour tendre une embuscade, de déplacer des objets tels que des étagères pour se mettre à couvert ou encore de passer au travers une vitre ou par-dessus une rambarde pour surprendre le joueur.

## Critiques et récompenses
| FEAR (PC)             |      |        |
| Média                 | Pays | Notes  |
| Canard PC             | FR   | 9/10   |
| Gamekult              | FR   | 8/10   |
| GameSpot              | US   | 9.1/10 |
| IGN                   | US   | 9.2/10 |
| Jeuxvideo.com         | FR   | 16/20  |
| Jeux vidéo Magazine   | FR   | 17/20  |
| Joystick              | FR   | 9/10   |
| PC Jeux               | FR   | 97 %   |
| Compilations de notes |      |        |
| Gamekult              | FR   | 85 %   |
| GameRankings          | US   | 89 %   |
| Metacritic            | US   | 88 %   |
| MobyGames             | US   | 88 %   |

Dans sa version PC, le jeu a été très bien accueilli par la presse. Metacritic lui donne la note de 88 % tandis que Canard PC lui attribue un 9/10. On peut trouver d’autres bonnes notes dans la presse écrite et Internet, par exemple dans : PC Jeux 97 %, Joystick (9/10) et IGN (9,2/10).
Lors du salon du jeu vidéo Electronic Entertainment Expo 2005, FEAR a reçu trois prix :
- Best of show (meilleur jeu du salon) ;
- Best PC game (meilleur jeu PC) ;
- Best action game (meilleur jeu d’action).